# Vladislav Pandurović
Vladislav Pandurović (Šikloš, 1876. - ???), austrougarski časnik, doktor prava, pisac.

### Knjige
- "Iz prošlosti baranjskih Srba", Osijek, Srpska štamparija, 1923. (ćirilicom; 111 str.)
- "Srpska pisma iz svetskog rata 1914-1918.", Osijek, Srpska štamparija, 1923. (ćirilicom; 256 str.) - skupljač i predgovor (str. 3-7) Vladislav Pandurović
- "Zbirka istoriskih dokumenata iz prošlosti baranjskih Srba XVII i XVIII veka", Beograd, Srpska kraljevska akademija, 1936. (ćirilica, latinski, njemački; 119 str.)

## Članci
- "Prilozi brojnom kretanju srpskog naroda u Baranji". "Glasnik Istoriskog društva u Novom Sadu", 1, 1 (1), str. 117-122 - Novi Sad, 1928.
- "St. Mihaldžić, Ustanak Srba u Baranji 1703-1710 god. Bratstvo XVI, s. 109-122". "Glasnik Istoriskog društva u Novom Sadu", 1, 1 (1), str. 145-146 - Novi Sad, 1928.
- "Sečujski Srbi 1711-1713". "Glasnik Istoriskog društva u Novom Sadu", 8, 1 (20), str. 118-122 - Novi Sad, 1935.
- "Poreklo i značenje imena Bačka". Letopis Matice srpske, 113, 352, 1-2, str. 129-132 - Novi Sad, VII-VIII. 1939.
- "Toponim Subotica ". "Letopis Matice srpske", 114, 354, 3-4, str. 288-291 - Novi Sad, IX-X. 1940.